# Sakowo (obwód wołogodzki)
Sakowo (ros. Саково) – wieś w Rosji, w rejonie wielikoustidzkim obwodu wołogodzkiego. W 2010 r. mieszkała tam jedna osoba.